# Progressieve Aktie Leeuwarden
Progressieve Aktie Leeuwarden (PAL) was een lokale politieke partij in de gemeente Leeuwarden.

## Geschiedenis
De partij ontstond in de jaren '70 uit de groepering Axies, die bestond uit onafhankelijke politici die samen een lijst vormden bij de verkiezingen voor de gemeenteraad. Later ging Axies onder de nam PAL in zee met de fracties van PPR, PSP en CPN.
Nadat deze partijen waren opgegaan in GroenLinks, bleef PAL bestaan. Sindsdien opereerden beide partijen gezamenlijk op lokaal niveau en maakten onder de naam PAL/GroenLinks jarenlang deel uit van het college van Burgemeester en Wethouders.
In oktober 2020 besloten de leden van de politieke vereniging PAL de vereniging op te heffen. De voorgaande jaren was het aantal leden van PAL snel gedaald, een deel was al eerder overgestapt naar GroenLinks. De naam van PAL/GroenLinks in de Leeuwarder gemeenteraad wijzigde per 1 januari 2021 in GroenLinks Leeuwarden en behaalde in één klap zeven zetels.
Achteraf kan worden vastgesteld dat Axies en PAL de gevestigde partijen wakker hebben geschud in de beginjaren. Veel is vroeg of laat gerealiseerd, te beginnen in 1973 met het jongerencentrum 'Hippo'. Ook de restauratie van monumenten zoals de Grote of Jacobijnerkerk, Oldehove en Kanselarij kreeg voorrang. De sloop van de panden aan de Torenstraat kon niet worden voorkomen, ook niet met kraakacties van de actiegroep 'Kloppend hard', maar het doortrekken van de Grote Kerkstraat naar de Westerplantage, waarvoor panden aan de Kleine Kerkstraat en de Westerplantage moesten worden afgebroken, is verijdeld. Dat gold ten slotte ook voor de forse doorbraken in de binnenstad ten bate van het autoverkeer maar ten koste van de historische terpen.